# Cryptochila grandiflora
Cryptochila grandiflora là một loài rêu tản trong họ Jungermanniaceae. Loài này được (Lindenb. & Gottsche) Grolle miêu tả khoa học lần đầu tiên năm 1971.